# Bruno Bräuer
Bruno Bräuer (4 de febrero de 1893 - 20 de mayo de 1947) fue un general de las fuerzas de paracaidistas de la Alemania Nazi durante la II Guerra Mundial. Sirvió como comandante de Creta (llamada Fortaleza de Creta por los alemanes) y después comandó la 9.ª División de Paracaidistas. Después de la guerra, fue condenado por crímenes de guerra y ejecutado, junto con Friedrich-Wilhelm Müller, en el aniversario de la invasión del Eje de Creta.

## Segunda Guerra Mundial
En noviembre de 1942 Bräuer remplazó al General Alexander Andrae como comandante de Creta. El 25 de marzo de 1943, Día de la Independencia Griega, liberó a 100 cretenses encarcelados en la prisión de Agia. Entre ellos Constantinos Mitsotakis, que después sería primer ministro de Grecia. Después de los fracasos alemanes en Stalingrado y El Alamein, Bräuer ordenó la construcción de búnkeres subterráneos de mando, más defensas en torno a la bahía de Suda y aumentó los almacenamientos de munición. Fue reemplazado por el General Friedrich-Wilhelm Müller el 31 de mayo de 1944.
En enero de 1945, fue formada la 9.ª División de Paracaidistas alemana a las órdenes de Bräuer, mayormente constituida por fuerzas de tierra de la Luftwaffe. En enero de 1945 dos de sus batallones fueron rodeados por el Primer Frente Ucraniano en Breslavia, donde fueron destruidos. El resto de la división se retiró a los montes de Seelow. Muchas de las tropas huyeron cuando empezó el bombardeo soviético. En poco tiempo, la línea había casi colapsado completamente y muchos de los hombres de Bräuer empezaron a desertar. Él sufrió un colapso nervioso y fue relevado del mando.

## Condena y ejecución
Después de su captura por los británicos fue extraditado a Grecia por la deportación de los judíos cretenses griegos en mayo de 1944 y puesto bajo juicio. (A finales de mayo de 1944, los ciudadanos judíos de Creta fueron arrestados y embarcados en el Danae, y dirigidos a la Europa continental. El 8 de junio, el barco fue hundido por el HMS Vivid.) Junto al General Friedrich-Wilhelm Müller, Bräuer fue imputado por crímenes de guerra por una corte militar griega. Fue juzgado en Atenas por atrocidades en Creta. Bajo investigación por el Almirante Nicholas Zacharias, el fiscal naval griego, Bräuer fue acusado por la muerte de 3000 cretenses, masacres, terrorismo sistemático, deportación, pillaje, destrucción gratuita, tortura y malos tratos. Bräuer fue condenado y sentenciado a muerte el 9 de diciembre de 1946. Fue ejecutado por un pelotón de fusilamiento a las 5 horas del 20 de mayo de 1947, el aniversario de la invasión de Creta por las fuerzas del Eje. El historiador Antony Beevor lo llamó "un hombre verdaderamente desafortunado", habiendo sido ejecutado por crímenes "cometidos bajo otro general".

## Condecoraciones
- Cruz de Hierro (1914) 2.ª Clase (15 de octubre de 1914) & 1.ª Clase (1 de abril de 1917)[5]
- Broche de la Cruz de Hierro (1939) 2.ª Clase (20 de octubre de 1939) & 1.ª Clase (23 de mayo de 1940)[5]
- Cruz de Caballero de la Cruz de Hierro el 24 de mayo de 1940 como comandante del Fallschjäger-Regiment 1[6]
- Cruz Alemana en Oro el 31 de marzo de 1942 como comandante del Fallschjäger-Regiment 1[7]